# Judaai
Pour plus de détails, voir Fiche technique et Distribution.
Judaai est un film indien réalisé par Raj Kanwar sorti en février 1997, il donne la vedette à Anil Kapoor, Sridevi et Urmila Matondkar.

## Synopsis
Le film narre l'histoire de Kajal (Sridevi) qui est prête à tout pour devenir riche c'est ainsi qu'une femme Jhanvi (Urmila Matondkar) propose 200 000 000 roupies à Kajal en échange elle doit divorcer de son mari Raaj (Anil Kapoor).

## Box-office
Le film fut un succès au box-office en rapportant 550 230 000 de roupies indiennes pour un budget de 80 000 000. 